# Epigomphus occipitalis
Epigomphus occipitalis är en trollsländeart som beskrevs av Jean Belle 1970. Epigomphus occipitalis ingår i släktet Epigomphus och familjen flodtrollsländor. Inga underarter finns listade i Catalogue of Life.